# Martin Cummins
Martin Cummins (nascido em 28 de novembro de 1969) é um ator canadense conhecido por seu papel como Ames White em Dark Angel (2001-2002) e o Xerife Keller em Riverdale (2017).

## Vida e carreira
Cummins foi para a Escola Secundária Seaquam em North Delta, British Columbia, Canadá. Ele frequentou o Vancouver Actors Studio, onde ele treinou com Mel Tuck, um pioneiro altamente respeitado do teatro canadense. Um de seus primeiros papéis significativos foi como anfitrião da série de variedades adolescentes Pilot One na CBC Television.
Cummins participou de vários programas de televisão americanos e canadenses antes de conseguir o papel de Nick Boyle na série Poltergeist: The Legacy, da MGM, que foi filmada em sua cidade natal, Vancouver, no final dos anos 90. Ele usou o dinheiro e os recursos que ganhou enquanto trabalhava em Poltergeist: The Legacy para financiar e formar seu próprio filme We All Fall Down, baseado nos eventos de sua própria vida após a morte de sua mãe.
Outras aparições da Cummins incluem a série de TV When Calls the Heart, Andromeda, The 4400, Dice, Friday the 13th Part VIII: Jason Takes Manhattan, Kyle XY, Smallville, Stargate SG-1, Life as We Know It, Live Once, Die Twice,UnREAL, Omen IV: The Awakening, Devour. Neste filme ele co-estrelou com Jensen Ackles de Dark Angel.
Cummins ganhou um Genie Awards de desempenho de um ator em um papel de apoio em 2000 por Love Come Down. Em 2011, ele começou um papel recorrente como Thomas na série V da ABC. Ele interpretou Carroll McKane no filme de suspense de horror de Gary Sherman 39: A Film, de Carroll McKane. A partir de 2017, Cummins vem aparecendo tanto na When Calls The Heart & Riverdale.

## Filmografia
- Friday the 13th Part VIII: Jason Takes Manhattan (1989) - Wayne Webber
- Cyberteens in Love (1994) - Kon
- Love Come Down (2000) - Matthew Carter
- We All Fall Down (2000) - Kris
- Liberty Stands Still (2002) - Russell Williams
- Ice Men (2004) - Vaughn
- 39: A Film by Carroll McKane (2006) - Carroll McKane
- Vice (2008) - Agent Arnaud
- Radio Rebel (2012) - Rob Adams
- Mr. Hockey: The Gordie Howe Story (2013) - Bill Dineen
- Down Here (2014) - Tim Brown
- Riverdale (2017) - Xerife Keller